# 광주외곽순환고속도로
광주외곽순환고속도로(光州外郭循環高速道路, 고속국도 제500호선)는 광주광역시 광산구를 기점으로, 전라남도 장성군을 종점으로 하는 대한민국의 고속도로이다.

## 역사
- 2013년 11월 5일 : 광주광역시 광산구 ~ 전라남도 장성군 진원면 구간을 고속국도 제500호선 광주외곽순환고속도로(광주외곽순환선)로 지정[1]
- 2015년 3월 27일 : 국토교통부고시로 기점을 '광주광역시 광산구 송치동'으로 명시, 종점을 '전라남도 장성군 진원면'에서 '전라남도 장성군 남면 분향리'로 변경[2]
- 2015년 9월 4일 : 2022년까지 고속도로 신설을 위해 광주광역시 광산구 산수동 ~ 전라남도 장성군 남면 분향리 9.7 km 구간 도로구역 결정[3]
- 2015년 12월 23일 : 일부 구간 착공
- 2017년 8월 21일 : 남장성 나들목 회차로 설치를 위해 광주광역시 광산구 송치동 ~ 전라남도 장성군 남면 분향리 9.7 km 구간 도로구역 변경[4]
- 2022년 12월 20일 : 남광산 나들목 ~ 남장성 분기점 9.7 km 구간 개통과 함께 통행 개시[5]

### 구성
차로수
- 전 구간 왕복 4차로

총 연장
- 11.4 km

제한속도
- 최고 100 km/h, 최저 50 km/h

## 나들목 · 분기점
- 여기서 숫자는 진출입교차점 (IC 및 JC) 번호를 말하고, TG는 요금소 (tollgate), SA는 휴게소 (Service Area)를 뜻한다.
- 거리의 단위는 km이다.

| 번호   | 이름          | 로마자 이름    | 구간 거리 | 누적 거리 | 접속 노선                              | 소재지     | 소재지 | 비고                                 |
| ------ | ------------- | -------------- | --------- | --------- | -------------------------------------- | ---------- | ------ | ------------------------------------ |
| 1      | 남광산        | S.Gwangsan     | -         | 0.00      | 국가지원지방도 제49호선 (빛가람장성로) | 광주광역시 | 광산구 |                                      |
| TG     | 남광산 요금소 | S.Gwangsan TG  |           |           |                                        | 광주광역시 | 광산구 | 본선 요금소                          |
| 2      | 남장성        | S.Jangseong    |           |           | 하남진곡산단로                         | 전라남도   | 장성군 |                                      |
| 3      | 남장성 분기점 | S.Jangseong JC |           |           | 25호선 호남고속도로                    | 전라남도   | 장성군 | 순천방향 진출과 논산방향 진입만 가능 |
| 계획중 |               |                |           |           |                                        |            |        |                                      |

## 주요 통과지
광주광역시
- 광산구 (송치동 - 산수동 - 등임동 - 산막동 - 고룡동 - 신룡동 - 진곡동)

전라남도
- 장성군 남면

## 같이 보기
- 제1순환로
- 2순환로